# فرانسوا دوبريه
فرانسوا دوبريه (بالفرنسية: François Dupré)‏ هو مدير الفندق فرنسي، ولد في 3 ديسمبر 1888 في باريس في فرنسا، وتوفي في 26 يونيو 1966 في جامايكا.